# Ermelino Matarazzo (distrito)
Ermelino Matarazzo é um distrito situado na zona leste do município brasileiro de São Paulo, capital do estado homônimo. Possui 112.333 habitantes, de acordo com as informações do censo demográfico de 2022, sendo que 97,3% dessas pessoas trabalham fora do distrito. 
O distrito faz divisa com o município de Guarulhos ao norte, com os distritos de Vila Jacuí a leste, Ponte Rasa a sul, e Cangaíba a oeste.
O nome do bairro foi dado em homenagem ao filho do Conde Francesco Matarazzo, nascido em Sorocaba, Ermelino Matarazzo, no ano de 1883. Foi o sucessor de seu pai, mas faleceu precocemente em um acidente de automóvel, em Bruzolo, Turim, em 1920.

O distrito de Ermelino Matarazzo totaliza uma área de 8,70 km² e integra em seu território a "Macrozona de Proteção Ambiental" e a "Macrozona de Estruturação e Qualificação Urbana" de São Paulo. Ainda dentro do território de Ermelino Matarazzo encontra-se a sub-bacia do córrego Mongaguá, da qual fazem parte os córregos Ponte Rasa, Franquinho e o próprio Mongaguá, que deságua no Rio Tietê. É classificado pelo CRECI como "Zona de Valor E", assim como outros distritos da capital: Campo Limpo, Brasilândia e Itaim Paulista.

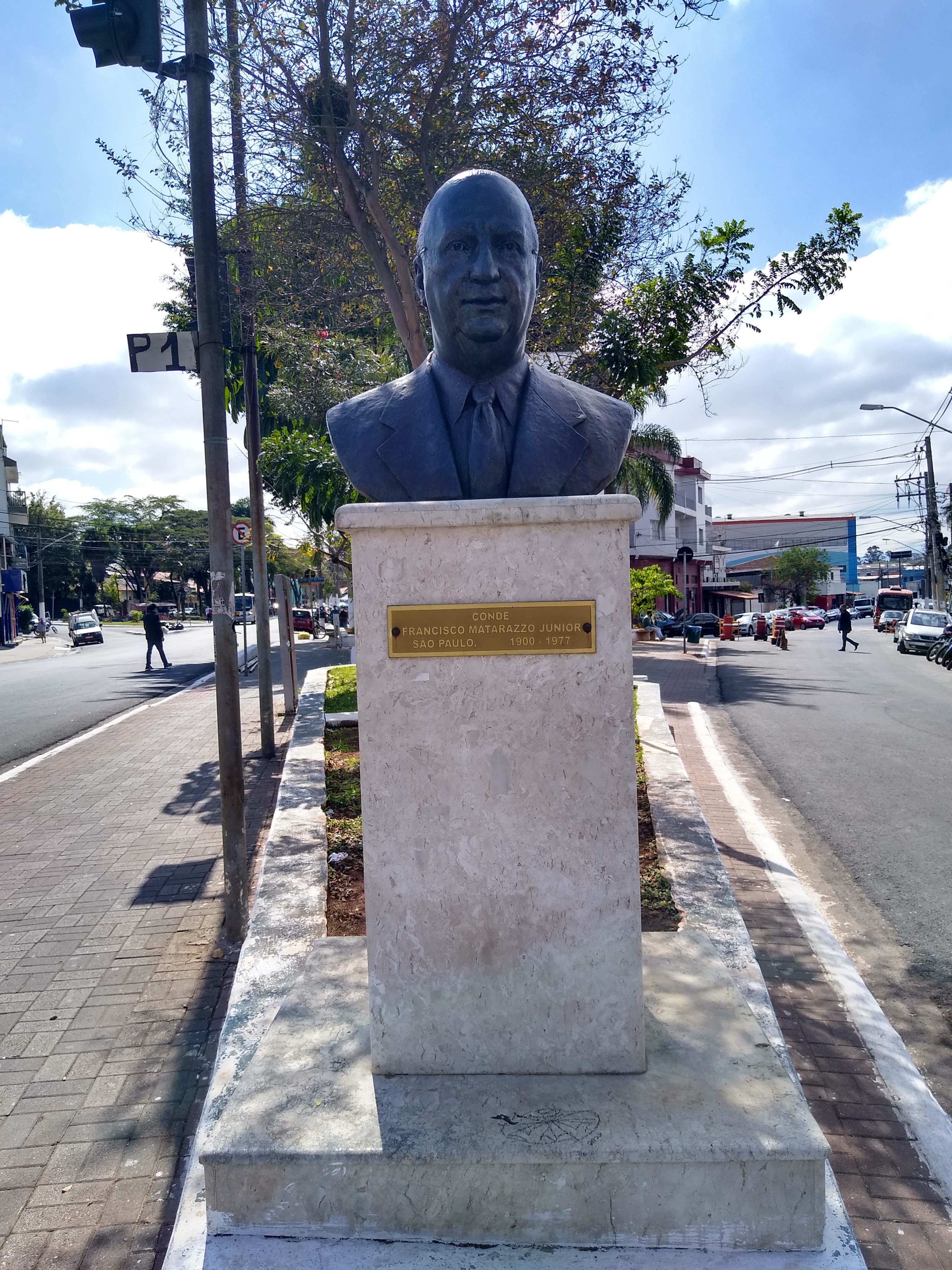
Estátua do Conde Francisco Matarazzo

## História
O desenvolvimento do bairro de Ermelino está ligado ao processo inicial de colonização do país desde o século XVI. 
A região, à época, era ocupada pelos índios guaianá das aldeias Ururaí que viviam à margem esquerda do Rio Tietê, mas há registros de terras doadas por cartas de sesmarias aos bandeirantes que aos poucos foram invadindo as terras indígenas, datadas de 1580. As antigas terras eram chamadas de "Jaguaporeruba".
Em meados do século XVIII há referência ao Sítio Piraquara (Toca do Peixe em Tupi), no Testamento do Capitão Paulo da Fonseca, o mesmo sítio aparece no Testamento de Baltazar Veiga Bueno, em 1739. No século seguinte, o sítio em questão, está em posse do Padre Manuel de Souza, assim, as várzeas do Tietê, foram sendo ocupadas, surgindo a Chácara Quindarussu e a Chácara Itapegica.
Com o processo de industrialização em São Paulo, no início do século XX, as grandes chácaras e sítios foram vendidos em lotes, iniciando o fenômeno da urbanização que trouxe centenas de moradores à região, migrantes e imigrantes, principalmente, portugueses, italianos e espanhóis que buscavam oportunidades de trabalho nas indústrias do centro da cidade e moradia mais barata na região periférica.
Por volta de 1913, a família Matarazzo compra terras na região que virá a ser chamada de Ermelino Matarazzo.

## Família Matarazzo
Em 1913, as Indústrias Matarazzo, sob o comando de Francesco Matarazzo, compraram de diferentes proprietários, extensas terras que estavam sendo loteadas, dando um novo nome à região, Jardim Matarazzo.

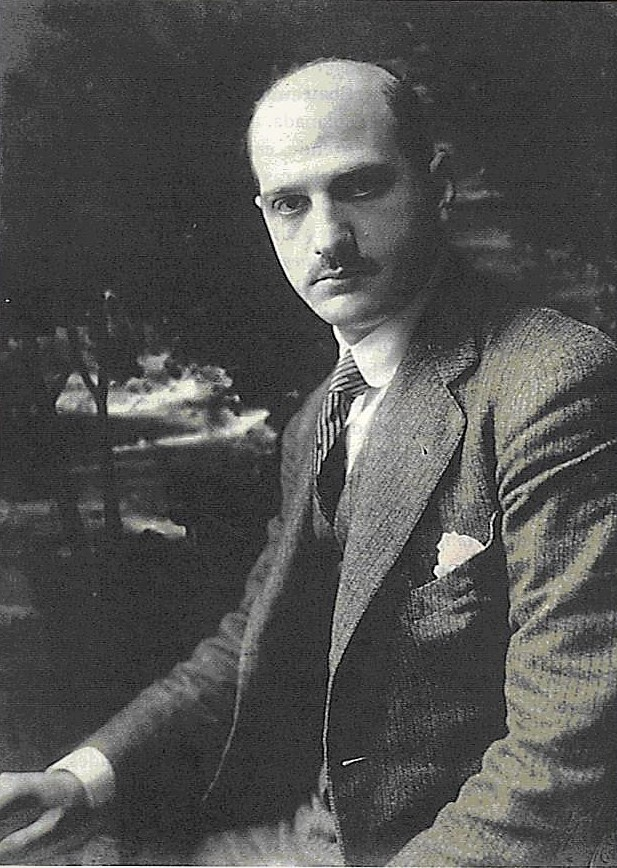
Com. Ermelino Matarazzo

Alguns anos depois, dá-se início à construção da Estrada de Rodagem São Paulo - Rio e a Estrada de Ferro Variante Poá, cuja estação levou o nome do primeiro filho brasileiro do Conde nascido no Brasil, Ermelino Matarazzo, pois a estrada de ferro atravessava as terras da família.
As melhorias com o transporte fez com que os Matarazzo vendessem 10% dos lotes adquiridos no início do século, surgindo uma pequena vila em torno da nova estação. Somente em 1946, as Indústrias Matarazzo se estabeleceram na região, implantando a IRFM - Indústrias Reunidas Francisco Matarazzo. 

No entanto, o processo de industrialização durou pouco, naquele período, devido às indústrias preferirem os bairros próximos às rodovias, o que alterou radicalmente o perfil da região que passou a oferecer terrenos mais baratos, sem infraestrutura, recebendo uma grande massa de trabalhadores nordestinos e, posteriormente, italianos, atraídos pela Indústria da família Matarazzo, surgindo um bairro predominantemente residencial. 

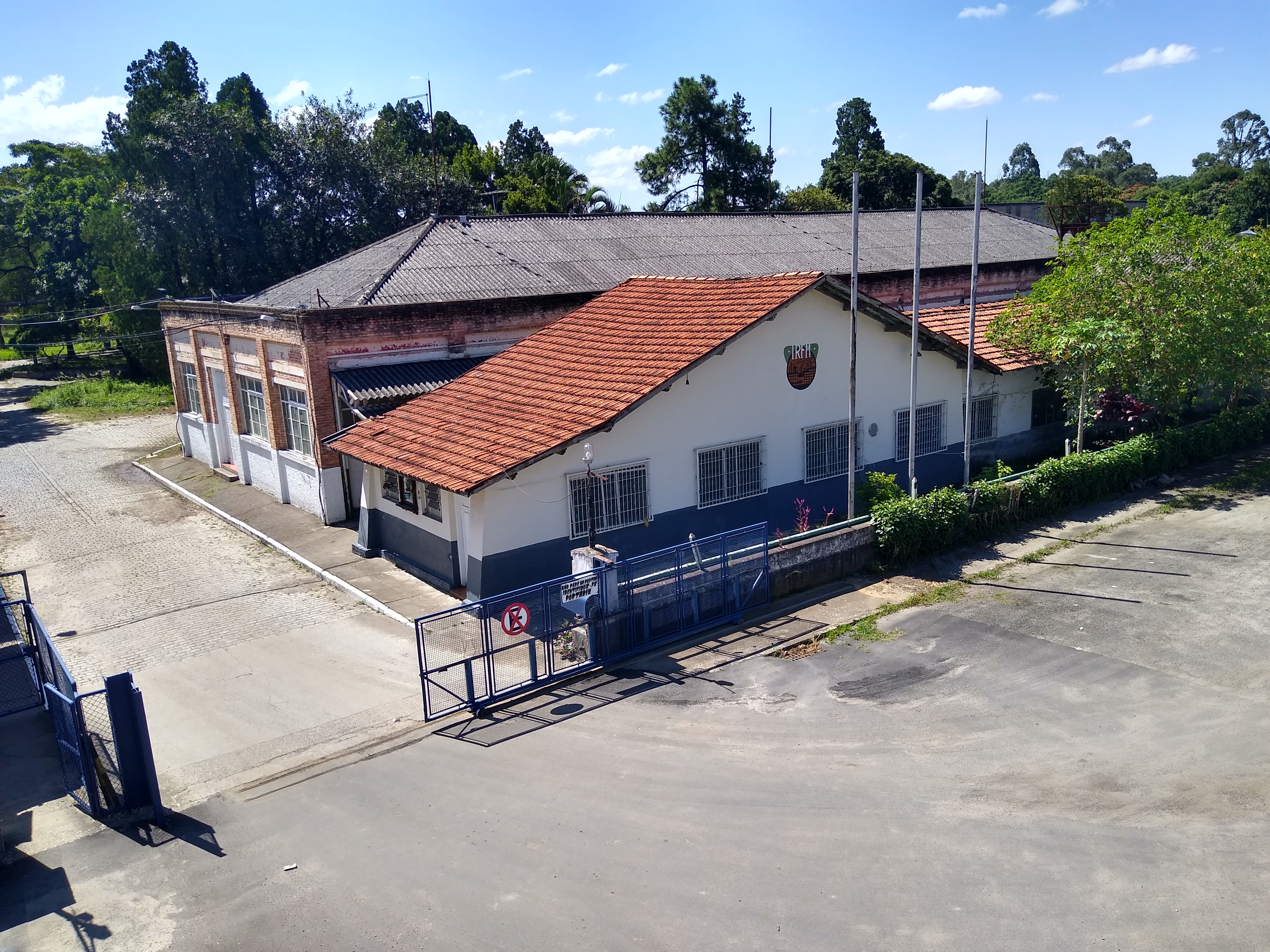
Antigas Instalações das Indústrias Matarazzo

Posteriormente, com a construção da Rodovia dos Trabalhadores, atual Rodovia Ayrton Senna, e com a proximidade do Aeroporto Internacional de Cumbica, o bairro voltou a receber algumas indústrias, sobretudo químicas, que continuam funcionando na região. No entanto, segue aumentando o número de estabelecimentos comerciais e de serviço, refletindo a tendência à terceirização que ocorre por toda a cidade.

## Bairros
A primeira vila a surgir foi o Jardim Matarazzo. Após 1940, novos bairros surgiram, como segue:
- Jardim Belém
- Jardim Keralux
- Jardim Matarazzo
- Jardim Verônia
- Parque Boturussu
- Parque Guedes
- Vila Císper
- Vila Guaraciaba (parte)
- Vila Nova Teresa
- Vila Paranaguá
- Vila Robertina
- Vila Sílvia (parte)

## Emancipação política
O distrito de Ermelino esteve subordinado à São Miguel Paulista até o ano de 1959 quando foi desmembrado através da Lei nº 5285 de 18 de fevereiro de 1959. 
Em 29 de novembro de 2010 foi sancionada a Lei Municipal 15.342, de autoria do político Chico Macena, que estabeleceu a data oficial de 7 de fevereiro como o dia de fundação de Ermelino Matarazzo, constando calendário municipal da cidade. 
Entre as conquistas estão a USP Leste, a Fatec, a UNIFESP, entre muitos outros.

## Aspectos econômicos e transporte
Predominam como atividade econômica da região o comércio e os serviços, concentrados sobretudo nas avenidas São Miguel, Boturussu, Paranaguá e Olavo Egídio de Sousa Aranha, e na rua Prof. Antônio de Castro Lopes, entre outras.

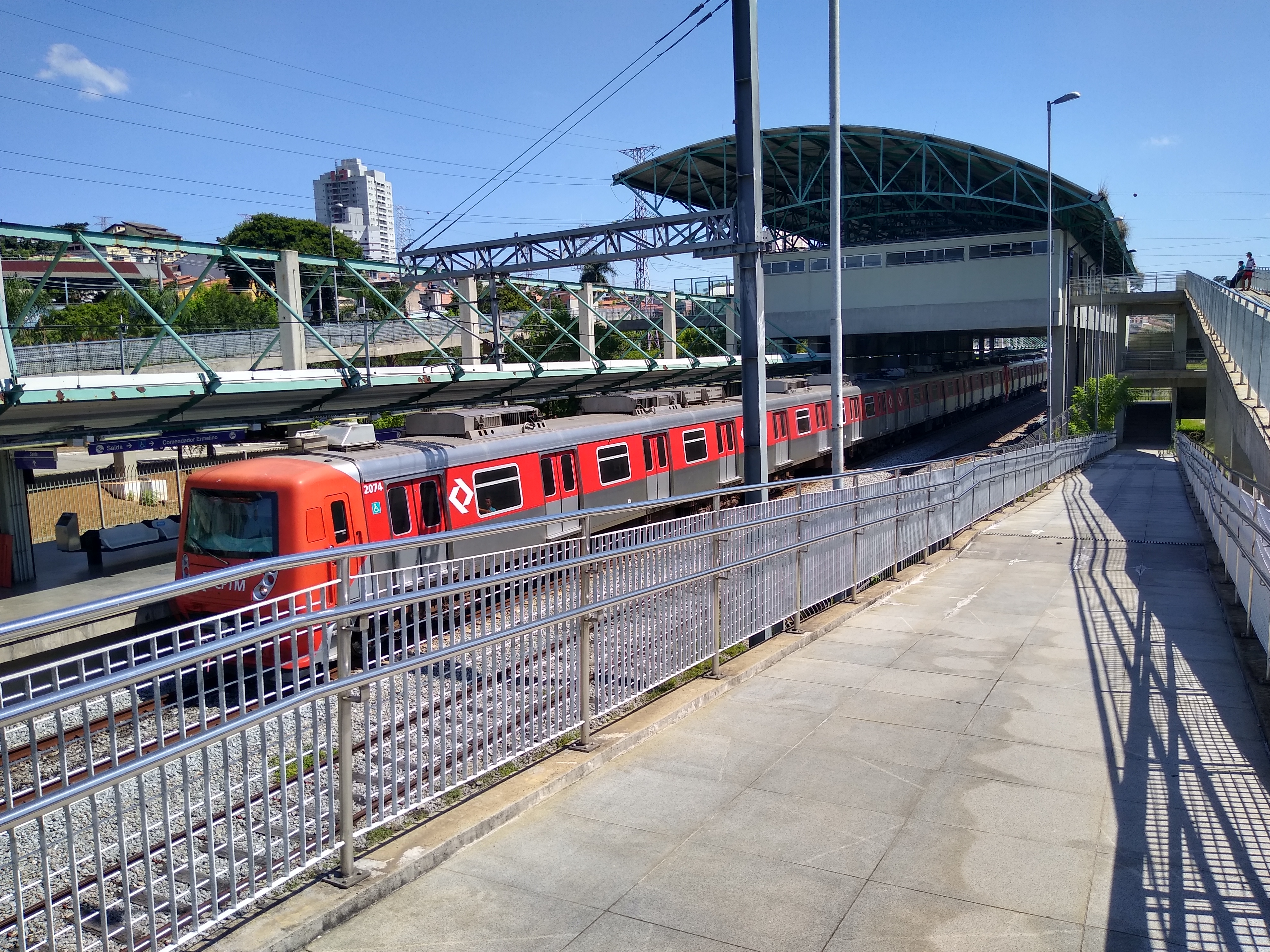
Estação Com. Ermelino da Linha 12 - Safira da CPTM

O distrito é servido pela Linha 12 do Trem Metropolitano de São Paulo e possui duas estações, USP Leste e Comendador Ermelino. Abriga o Parque Ecológico do Tietê, além da EACH - USP Leste, a Escola de Artes, Ciências e Humanidades da Universidade de São Paulo, inaugurada em 2005.

## Religião
O bairro é conhecido pelas diversas mobilizações sociais, vinculadas à Paróquia São Francisco de Assis, com o religioso e líder comunitário Padre Antônio Luís Marchioni (Padre Ticão).

## Demografia
Evolução demográfica do distrito de Ermelino Matarazzo

## Problemática da região

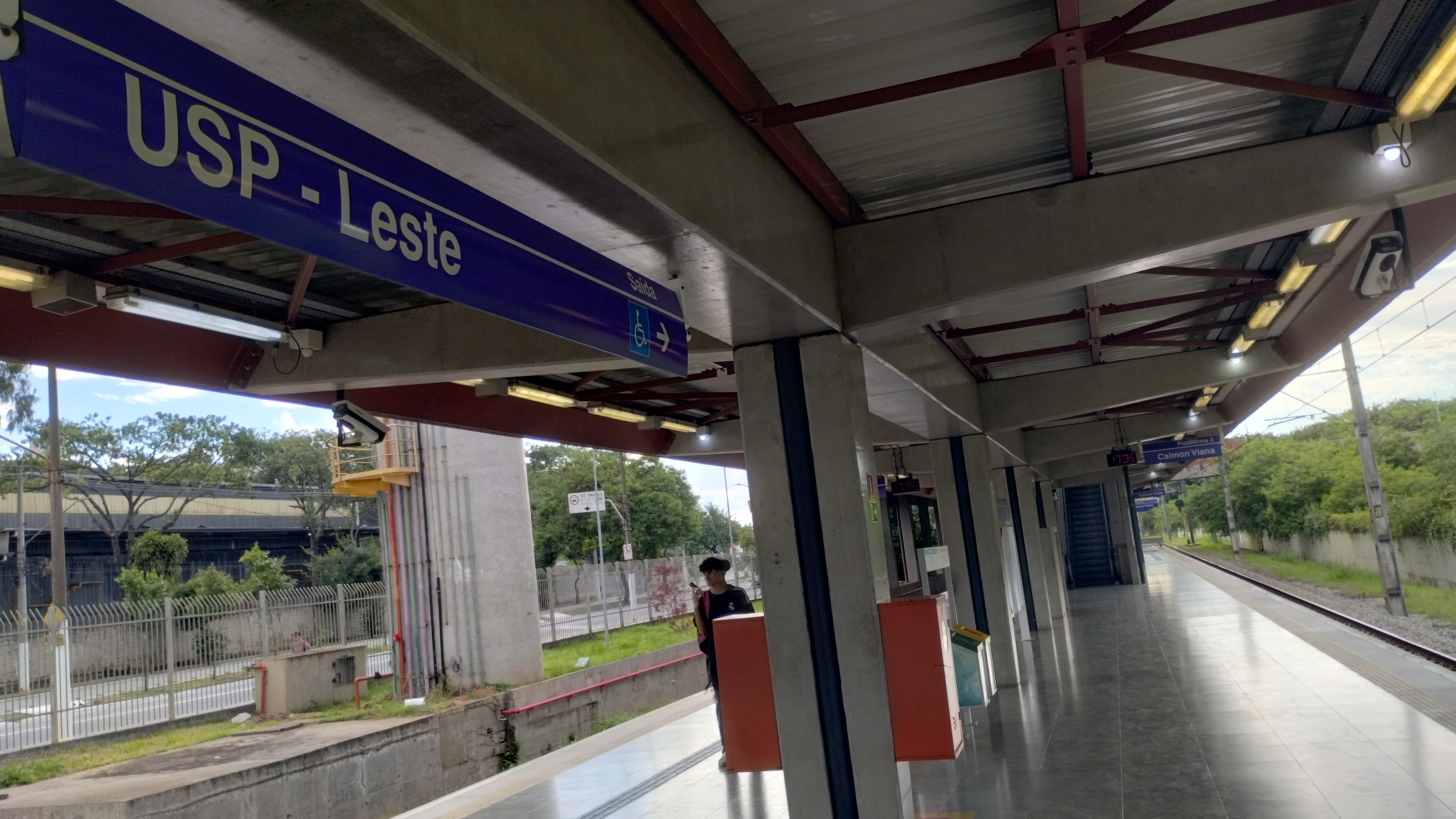
Estação USP Leste da Linha 12 - Safira da CPTM

O distrito de Ermelino Matarazzo caracteriza-se por uma região relativamente carente da cidade (embora com IDH considerado muito elevado, acima de 0,800), mas com grande potencial de crescimento, principalmente devido ao estabelecimento em 2005 da Escola de Artes, Ciências e Humanidades da Universidade de São Paulo e à proximidade do Aeroporto Internacional de Guarulhos.
A principal carência da região é a de empregos, 97% da população (censo 2010) não trabalha no distrito, o que faz com que haja grande necessidade de locomoção por parte desses trabalhadores, e deem ao bairro o aspecto de localidade-dormitório.
Em termos de educação, as maiores necessidades são a de creches e de escolas de ensino médio, cuja demanda pode chegar à 6000 vagas.

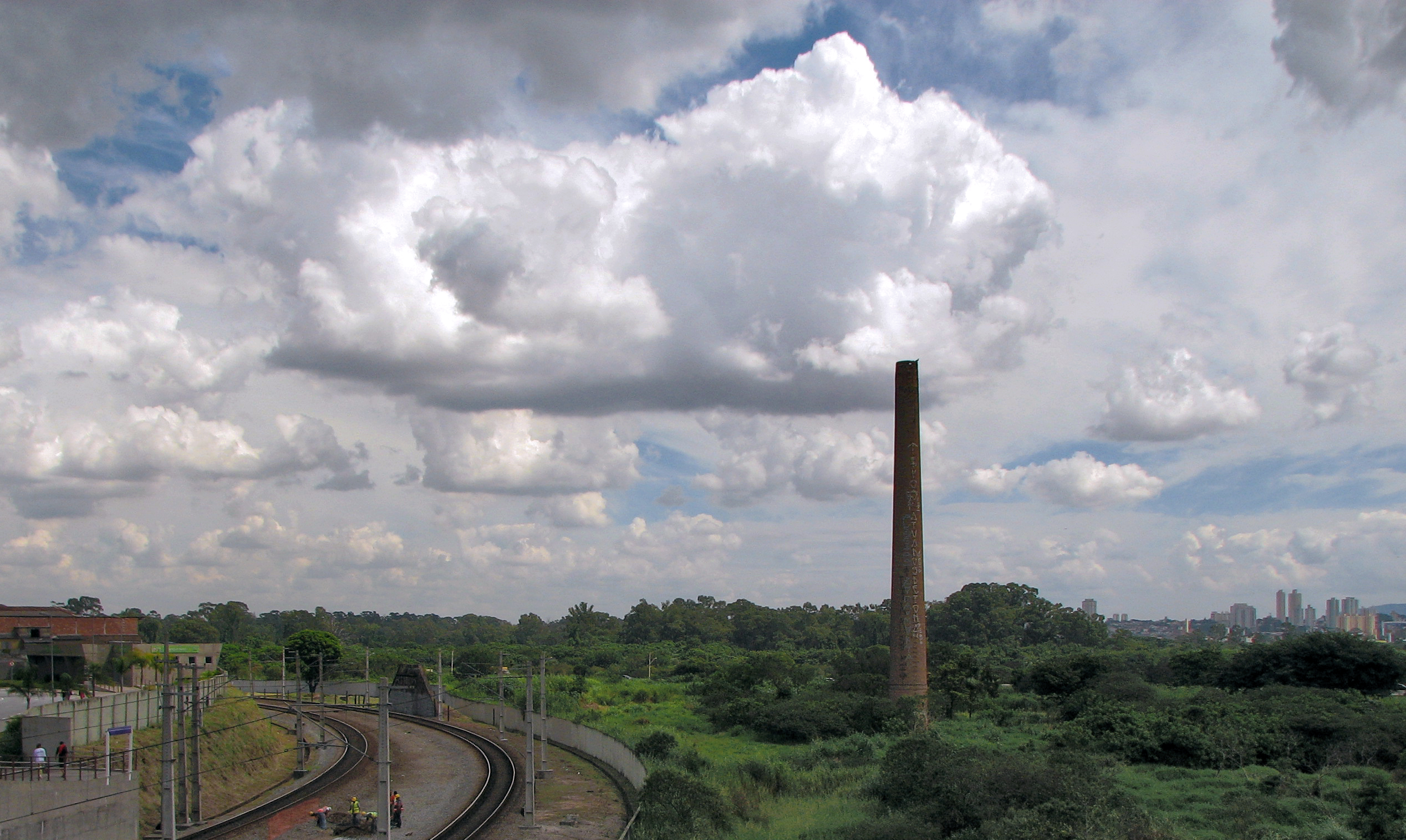
Parque Ecológico do Tietê, no arredores da EACH - USP Leste

Em termos de saúde, embora a rede primária esteja em número suficiente, a população reivindica cobertura de especialidades como odontologia, psiquiatria, fonoaudiologia, entre outros. Também se faz necessária a ampliação do Hospital Ermelino Matarazzo, pois o mesmo atualmente atende grande parte da demanda da zona leste.
Quanto ao saneamento básico, 99,7% dos domicílios são conectados à rede pública de abastecimento de água. Quanto à rede de esgoto, apesar de cerca de 90% dos domicílios estarem conectados, somente 26% recebe tratamento. O restante é lançado nos córregos da região, sobretudo nas áreas do Jardim Keralux, na favela Mungo Parke no Córrego Ponte Rasa. Deve se considerar ainda que muitas das ocupações ilegais da região estão sobre áreas non aedificandi, que necessitariam ser removidas a fim de não prejudicar o sistema hídrico.
Outros pontos a serem observados incluem um aumento das conexões entre o bairro e o Parque Ecológico do Tietê e a instalação de transporte público que faz a conexão direta entre este distrito e o distrito da Ponte Rasa.
Apesar de todos os problemas, um aspecto da região que pode ser exaltado se refere ao movimento cultural intenso. Vários grupos civis, formais e informais, se organizam no bairro a fim de suprirem a carência da população com relação ao conteúdo cultural e artístico, que muitas vezes se concentram no centro da cidade. Grupos como "Periferia Invisível" , "Tenda Literária", "Os Mesquiteiros", "Grupo do Balaio", "Núcleo Filó", "Cultura ZL", "MQG", "La Escada", entre outros, tem promovido uma articulação cultural no bairro há alguns anos, transformando o bairro em um grande centro de cultura, com enorme potencial de crescimento.